# Alingsås kommun
Alingsås kommun er en kommune i Västra Götalands län i landskapet Västergötland i Sverige. Hovedbyen er Alingsås.
Kommunen grænser til Ale, Lerums, Bollebygds, Vårgårda, Essunga og Trollhättans kommun. Kommunen ligger langs E20 og Västra stambanan med pendlertog til Göteborg.
Alingsås kommun regnes fra 2005 som en del af Storgöteborg.

## Geografi
Alingsås kommun består hovedsageligt af det skov- og sølandskab som præger det sydlige Västergötland. Det brydes dog af landbrugslandskaber langs Säveån nordøst for hovedbyen, op mod Varaslätten.

### Søer
I Alingsås kommun er der over 150 navngivne søer. Her er nogle af de større
| Sø | Area*    |
| --- | -------- |
| Mjörn** | 55 km²   |
| Anten | 18 km²   |
| Ömmern*** | 10 km²   |
| Stora Färgen | 6,4 km²  |
| Sävelången**** | 5,2 km²  |
| Nären | 3,1 km²  |
| Ören***** | 1,4 km²  |
| Hälsingen | --       |
| Lilla Färgen | 0,41 km² |
| Gerdsken | --       |
| *Ifølge SMHI:s liste over svenske søer **Cirka halvdelen af Mjörn ligger i Lerums kommun ***Små dele af Ömmern ligger i Bollebygds og Lerums kommuner ****Største del af Sävelången ligger i Lerums kommun *****En lille del af Ören ligger i Bollebygds kommun |          |

### Byer og landsbyer
Alingsås kommune har ud over hovedbyen 6 byer:

(Indb. pr 31. december 2005.)
| #  | By             | Indbyggere |
| -- | -------------- | ---------- |
| 1. | Alingsås       | 22 919     |
| 2. | Sollebrunn     | 1 434      |
| 3. | Ingared        | 1 216      |
| 4. | Västra Bodarna | 1 027      |
| 5. | Gräfsnäs       | 387        |
| 6. | Stora Mellby   | 305        |
| 7. | Hjälmared      | 231        |

## Venskabsbyer
Alingsås har syv venskabsbyer.
I Norden:
- Danmark: Tårnby
- Finland: Karis
- Norge: Skedsmo

Udenfor Norden:
- Estland: Leisi
- Frankrig: Mont-de-Marsan
- Gambia: Kartong
- Nicaragua: Ocatal

## Eksterne kilder og henvisninger
1. ↑  "SMHI:s lista över svenska sjöar" (PDF). Arkiveret fra originalen (PDF) 21. juli 2006. Hentet 21. juli 2006.

- Wikimedia Commons har flere filer relateret til Alingsås kommun
- Alingsås kommun
- Valmyndigheten Arkiveret 7. september 2010 hos  Wayback Machine

57°56′00″N 12°32′00″Ø / 57.933333333333°N 12.533333333333°Ø